# Emma Walmsley

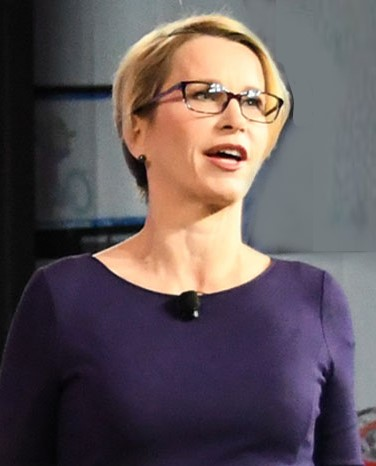
Emma Walmsley (2020)

Dame Emma Natasha Walmsley DBE (* Juni 1969 in Barrow-in-Furness) ist CEO des britischen Pharmaherstellers GlaxoSmithKline. Sie gilt als die erste Frau an der Spitze eines globalen Pharmakonzerns. Laut Forbes ist sie auf Platz 17 auf der Liste der mächtigsten Frauen der Welt.

## Leben
Emma Walmsley wurde 1969 in Barrow-in-Furness im Nordosten Englands geboren. Ihr Vater Sir Robert Walmsley war Vizeadmiral der Royal Navy. Sie hat einen Master in „Classics and Modern Languages“ der University of Oxford.
Zunächst arbeitete Walmsley 17 Jahre beim Kosmetikhersteller L’Oréal, unter anderem als Manager in Shanghai, bevor sie 2010 zu GSK wechselte. Seit April 2017 führt sie den Konzern. Seit September 2019 ist sie zudem Mitglied im Board of Directors der Firma Microsoft. Im Oktober 2020 wurde sie als Dame Commander des Order of the British Empire geadelt.
Walmsley lebt in London, ist verheiratet und hat vier Kinder.